# Glifi di Gosford
I glifi di Gosford, noti anche come geroglifici di Kariong, sono un gruppo di circa 300 incisioni rupestri in stile egizio situate a Kariong, in Australia (in un'area nota per i suoi petroglifi aborigeni) tra Gosford e Woy Woy, nel Nuovo Galles del Sud, all'interno del Brisbane Water National Park.
Tali glifi sono stati considerati come una bufala dalle autorità e dagli accademici sin dalla loro scoperta negli anni '70, ma ci sono ancora tentativi di provare la falsa credenza che non si tratti di archeologia misteriosa ma che siano stati invece scolpiti da antichi Egizi circa 4.500 anni fa.
Per quanto voci sui geroglifici egizi in Australia esistano dagli anni '20, un portavoce del National Parks and Wildlife Service ha detto: «Le incisioni sono qualcosa di cui siamo venuti a conoscenza all'inizio degli anni '80, periodo in cui si pensa che la maggior parte sia stata realizzata».
Alla fine del 2023, il National Parks and Wildlife Service ha iniziato a rimuovere massi, che riteneva pericolosi, vicino ai glifi. Questi lavori sono stati criticati dai residenti e da un'organizzazione locale per la protezione dell'ambiente quali non necessari ed estremi.

## Descrizione
Essi raffigurano barche, galline, cani, gufi, umani stilizzati, un osso di cane, oltre a due cartigli che sembrano essere i nomi di Faraoni, uno dei quali Cheope (secondo re della IV dinastia, 2637-2614 a.C.), l'altro incerto. Questi nomi sono associati al medesimo nome personale e nome del trono. Vi è anche un'incisione raffigurante l'antico dio egizio Anubi.

## Scoperta
Le incisioni furono segnalate per la prima volta nel 1975 da Alan Dash, un agrimensore locale che lavorava per il Consiglio di Gosford, che frequentava l'area da sette anni senza mai aver visto i glifi. Dash continuò a visitare il luogo per altri cinque anni trovando nuovi glifi ogni volta che vi tornava. Prima della loro scoperta, il sito era sommerso da sabbia e rocce e ricoperto da vegetazione. Nel 1983, David Lamber, all'epoca conservatore di arte rupestre per il National Parks and Wildlife Service, trovò alcuni glifi ben incisi che stimò avere meno di dodici mesi. A partire dalla metà degli anni '90, il sito ha iniziato a ricevere maggiore attenzione pubblica.
Da allora, i glifi sono stati rivendicati da pseudostorici quali autentici, incisi circa 4.500 anni fa, da Egizi che avrebbero navigato fino in Australia e quindi inciso la loro storia sulle pietre dopo essere naufragati.

## Autenticità
Il Professore Boyo Ockinga ha affermato:
Innanzitutto, il modo in cui sono incisi non è quello con cui venivano prodotte le antiche iscrizioni rupestri egiziane, sono molto disordinati...
C'è anche un problema con le forme effettive dei segni utilizzati. Non c'è modo che persone del tempo di Cheope possano aver inciso testi con segni che non furono inventati sino a 2.500 anni dopo.»
Ha quindi suggerito che i geroglifici potrebbero essere stati realizzati negli anni '20 da soldati australiani in un periodo nel quale c'era un diffuso interesse verso l'antico Egitto dopo la scoperta della Tomba di Tutankhamon. I soldati, che avevano servito nel Sultanato d'Egitto dalla metà degli anni '10 ai primi anni '20, citarono un esempio di una Sfinge e una piramide note essere state realizzate da un loro commilitone di ritorno dall'Egitto.
Il Professore di egittologia australiano Naguib Kanawati ha parimenti dichiarato che non sono autentici e che «sono stati fatti nei primi anni '80», concludendo che i glifi all'interno degli stessi pannelli erano di periodi ampiamente diversi e alcuni erano incisi al contrario. Altre teorie sulla loro creazione includono quella di studenti delle scuole superiori che li avrebbero copiati dai loro libri di testo negli anni '70 e quella di un immigrato jugoslavo con interesse per l'egittologia che li avrebbe incisi nei primi anni '80. I geologi hanno dichiarato che l'arenaria nella quale i glifi sono incisi si erode rapidamente e i vicini petroglifici aborigeni di 250 anni fa (presso il Sito d'Arte aborigena di Bulgandry) mostrano notevolmente più erosione.

## Galleria d'immagini

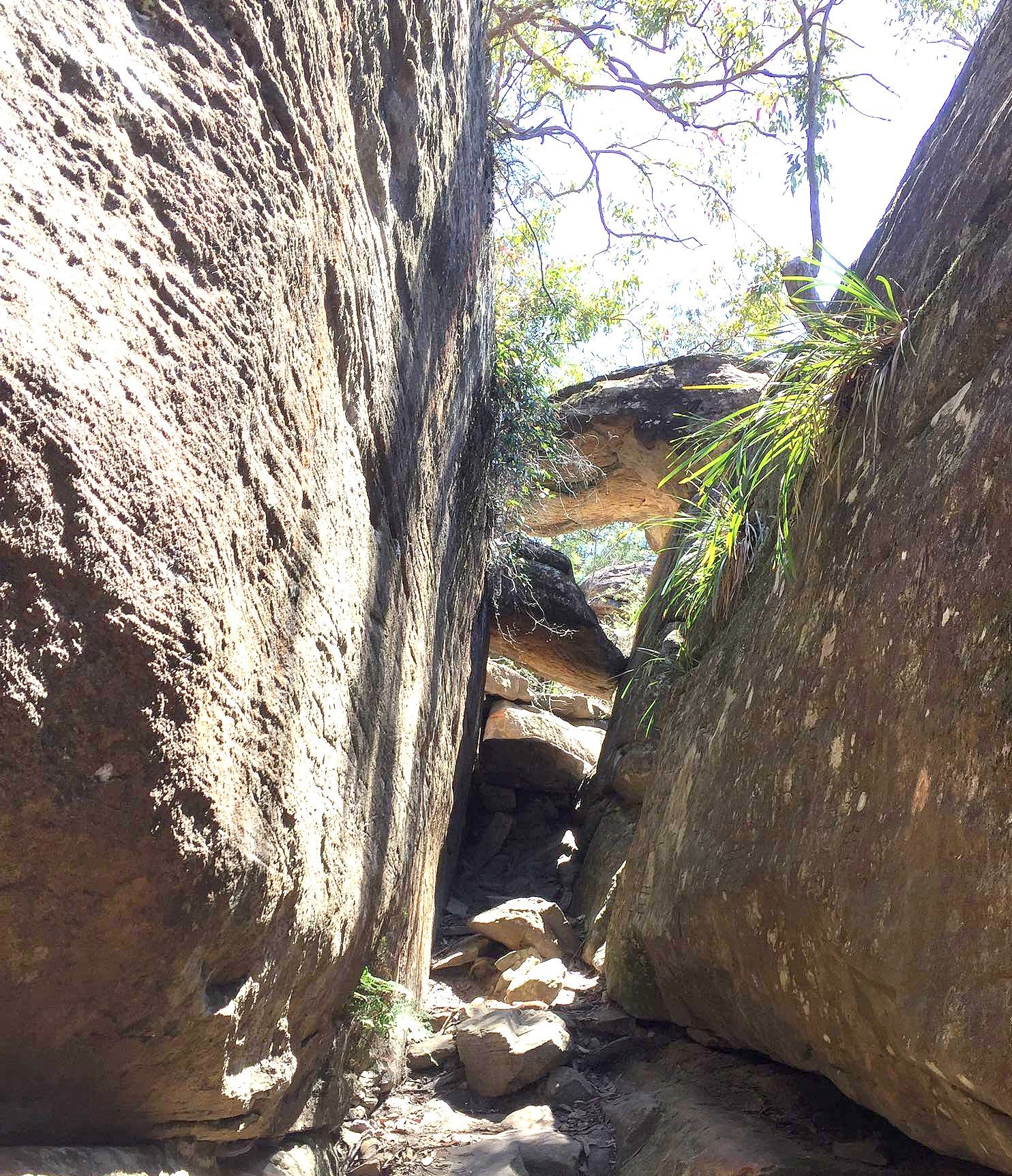
Muri paralleli nei quali i glifi sono stati incisi
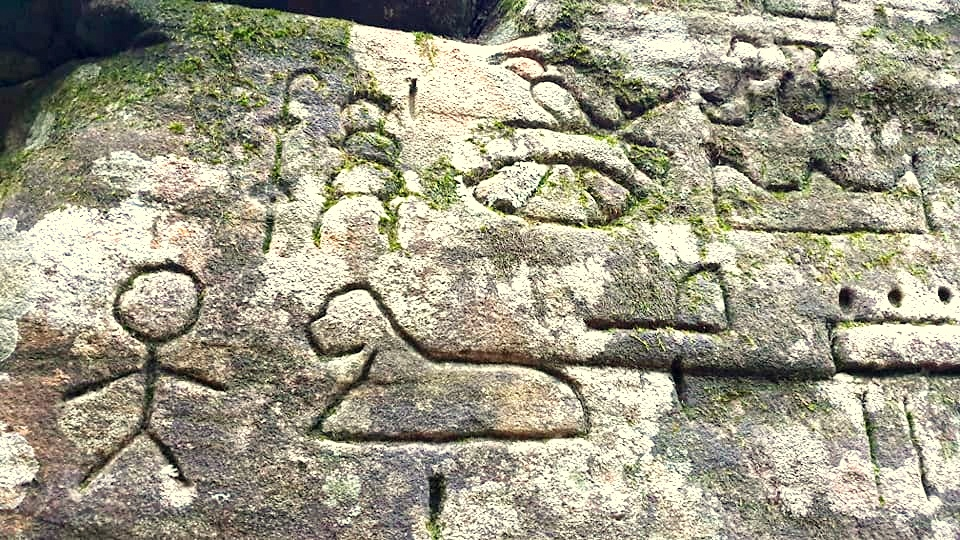
Vari glifi, tra i quali una Sfinge e un Occhio di Horo
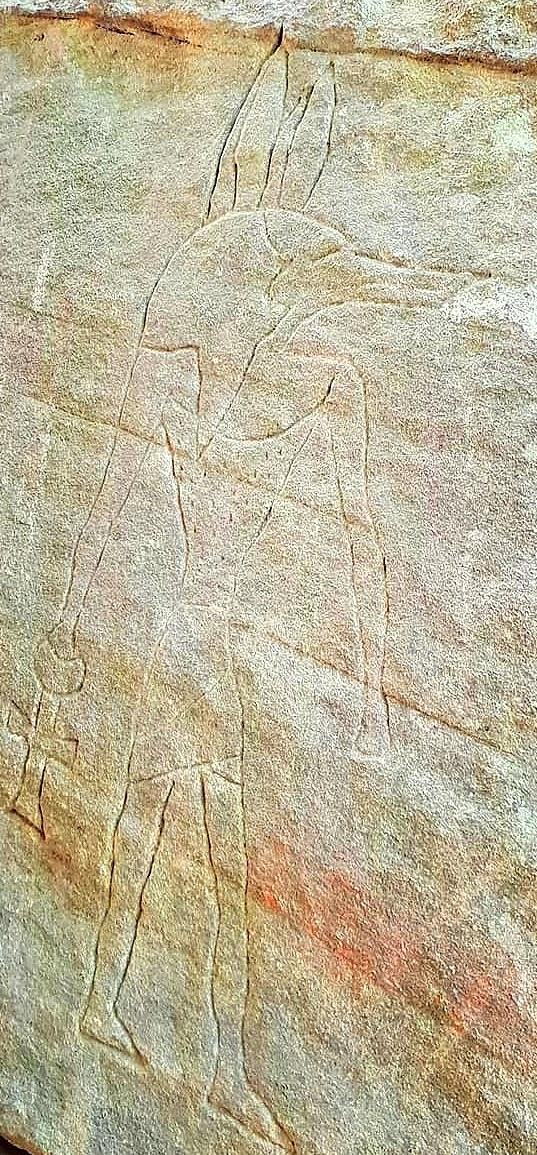
Anubi, l'incisione più grande nel sito